# Bor (Bellver de Cerdaña)
Bor es una localidad española del municipio leridano de Bellver de Cerdaña, en la comunidad autónoma de Cataluña.

## Historia
A mediados del siglo XIX, la localidad, ya por entonces perteneciente al término municipal de Bellver, contaba con una población de 250 habitantes. Aparece descrita en el cuarto volumen del Diccionario geográfico-estadístico-histórico de España y sus posesiones de Ultramar de Pascual Madoz de la siguiente manera: 

BOR: l. de la prov. de Lérida, part. jud. y adm. de rent. y ayunt. dependiente de Urgel, aud. terr. y c. g. de Cataluña (Barcelona), térm. de Bellver (V.): sit. á la izq. del r. Segre, en la falda del monte Cadí, sobre un terreno bastante llano. Tiene 50 casas y una igl. parr., aneja de la de Pedra, servida por un vicario ó teniente del párroco de la matriz, pobl. 50 vec., 250 alm.: contr. con el ayunt. (V.)
(Madoz, 1846, p. 401)

En 2021 la localidad tenía censados 97 habitantes.